# Малина 'Евразия'
Мали́на 'Евразия' — ранний (согласно другому источнику — среднего срока созревания), ремонтантный сорт малины универсального назначения. Передан в государственное испытание в 2005 году. Включён в Госреестр по Российской Федерации.

## Биологическое описание
Куст средний, пряморослый, штамбового типа (1,3—1,6 м). Побегообразовательная способность средняя (формирует 5—6 побегов замещения). Двухгодичные стебли коричневые, прямые. Шиповатость у основания побегов сильная, выше — средняя. Шипы средние, отогнуты вниз с пурпуровым основанием. Однолетние побеги относительно толстые, к концу вегетационного периода тёмно-пурпуровые. Восковой налет сильный со слабым опушением. Боковые плодоносящие веточки слабоопушённые с сильным восковым налётом.
Листья крупные, зелёные, морщинистые, слабоскрученные.
Цветки средние, чашелистики средние с простой опушённостью.
Плоды — многокостянки массой 3,6—4,6 г, конической формы, тёмно-малиновой окраски с матовым оттенком, хорошо отделяются от плодоложа, созревшие не загнивают на кусте в течение 5—7 дней. Мякоть средняя, кисло-сладкая, без аромата. В плодах содержатся: сахара — 7,1 %, кислоты — 1,7 %, витамина С — 34,9 мг/%. Начало созревания плодов в первой декаде августа.
Дегустационная оценка — 3,9 балла.
Продуктивность сорта высокая. Средняя урожайность 134 ц/га, согласно другому источнику 15—18т/га (более 2,5 кг плодов с куста).
Засухоустойчивость высокая, жаростойкость средняя. Устойчивость к болезням и вредителям средняя. Технология возделывания предусматривает скашивание всех побегов перед наступлением осенних заморозков.

## В культуре
См.: Ремонтантная малина.